# Associació Catalana d'Universitats Públiques
L'Associació Catalana d'Universitats Públiques (ACUP) és una organització creada l'any 2002 per diverses universitats públiques catalanes amb l'objectiu de promoure iniciatives, programes i projectes conjunts per millorar el sistema universitari català. Des de gener de 2023, el seu actual president és Daniel Crespo, rector de la UPC.
L'Associació agrupa les universitats públiques de Catalunya: la Universitat de Barcelona (UB), la Universitat Autònoma de Barcelona (UAB), la Universitat Politècnica de Catalunya (UPC), la Universitat Pompeu Fabra (UPF), la Universitat de Girona (UdG), la Universitat de Lleida (UdL), la Universitat Rovira i Virgili (URV) i la Universitat Oberta de Catalunya (UOC).